# Cuèbri
Cuèbri (en francès Cuébris) és un municipi francès situat al departament dels Alps Marítims i a la regió de Provença – Alps – Costa Blava.

## Demografia
| 1962                                       | 1968 | 1975 | 1982 | 1990 | 1999 | 2006 |
| ------------------------------------------ | ---- | ---- | ---- | ---- | ---- | ---- |
| 48                                         | 63   | 91   | 140  | 179  | 180  | 198  |
| Des de 1962: població sense dobles comptes |      |      |      |      |      |      |

## Administració
| Període   | Identitat          | Partit |
| --------- | ------------------ | ------ |
| 1978-2008 | Gérard Giausserand |        |
| 2008-     | Robert Capolunghi  |        |